# لوئیس هرناندز
لوئیس هرناندز (انگلیسی: Luis Hernández (footballer)؛ زادهٔ ۲۲ دسامبر ۱۹۶۸) یک بازیکن بازنشسته فوتبال در پست مهاجم اهل مکزیک است.

## باشگاهی
از باشگاه‌هایی که در آن بازی کرده‌است می‌توان به بوکاجونیورز و لس‌آنجلس گلکسی اشاره کرد.

## تیم ملی
وی همچنین در تیم ملی فوتبال مکزیک بازی کرده‌است، او اولین بازی ملی خود را در برابر اروگوئه در  سال ۱۹۹۵ انجام داد. هرناندز اولین گل بین المللی خود را در نوامبر همان سال مقابل یوگسلاوی به ثمر رساند. وی در رقابت‌های کوپا آمه‌ریکا ۱۹۹۷ شش گل به ثمر رساند و بهترین گلزن مسابقات شد. در جام جهانی ۱۹۹۸ با ۴ گل در میان برترین گلزنان این رقابت‌ها قرار گرفت و اولین بازیکن مکزیکی بود که بیش از دو گل در تاریخ جام‌جهانی به ثمر می‌رساند. او با ۳۵ گل ملی پس از بلانکو (۳۸ گل)، بورگتی (46 گل) و خاویر هرناندز (52 گل) چهارمین گلزن برتر تاریخ مکزیک است.